# Ciudad Ojeda
Ciudad Ojeda – miasto w Wenezueli, w stanie Zulia, siedziba gminy Lagunillas.
Według danych szacunkowych na rok 2013 liczy 144 256 mieszkańców..